# Spongosorites ruetzleri
Spongosorites ruetzleri är en svampdjursart som först beskrevs av van Soest och Stentoft 1988.  Spongosorites ruetzleri ingår i släktet Spongosorites och familjen Halichondriidae.
Artens utbredningsområde är Barbados. Inga underarter finns listade i Catalogue of Life.